# رينو 3
رينو 3 هي سيارة من إنتاج مجموعة رينو تم إنتاجها في العامين 1961 م و1962 م وهي كانت النسخة الأقل كلفة لسيارة الرينو 4 (آر 4)، تم إنتاج 2.571 سيارة منها بيع معظمها بفرنسا تم تصدير بعضها إلى البلدان الأخرى ولكنها صنفت هناك تحت اسم رينو 4، وسبب هذا الإدراج يرجع إلى تشابه تصميم السيارتين رينو 3 ورينو 4.

## مواصفات عامة
تصميم السيارة مشابهة جدا لتصميم سيارة رينو 4 ولكن في رينو 3 تم استخدام محرك ذي قوة أقل (3 سيلندر - 603 سي سي) كما أن هيكلها افتقد إلى النافذة الثالثة الخلفية المثلثة الشكل، وافتقد أيضا إلى الشبكة الأمامية للسيارة، وإلى الإطارات الداخلية للأبواب، لم يستعمل في تصميمها الكروم كما ولم يتم إضافة جهاز التدفئة المروحية إليها.

## معلومات إضافية
كانت تأمل مجموعة رينو من إنتاجها لهذا التصميم الأولي إتاحة الفرصة لزبائنها بالحصول على تصميم مشابه للسيارة الجديدة رينو 4 التي كانت تنوي إصدارها لاحقا ولكن بكلفة أقل كما أنها عمدت إلى الاستغناء عن النافذة الثالثة رغبة منها في تخفيض الضرائب على زبائنها وذلك حسب القانون الفرنسي، ولكن ولأن السيارة المنتظرة (رينو 4) لم يكن سعرها أعلى بكثير من رينو 3 لذا فقد بقي اقتنائها مقتصرا على زمرة معينة من الزبائن.

## تصنيف السيارة
تم تصنيف السيارة على أنها سيارة اقتصادية ذات حجم صغير وهي مندرجة تحت التصنيفات التالية:
- سوبرميني حسب التصنيف البريطاني.
- ب-سيغمنت حسب التصنيف الأوربي.
- صب كومباك حسب التصنيف الجنوب أمريكي.

و يعود هذا التصنيف إلى الميزانية المنخفضة في صنع هذه السيارة بالإضافة إلى كونها لا ترتقي إلى صنف السيارات العائلية بسبب التعديلات التي تم إجرائها عليها. وهكذا فيمكن القول بان رينو 3 هي سيارة السوبرميني من رينو 4.